# Eupithecia nubilata
Eupithecia nubilata là một loài bướm đêm trong họ Geometridae.